# Конфарреация
Конфарреация (лат. Confarreatio) — древнейший способ заключения римского брака с manus, составлявший исключительное достояние патрициев и сопровождавшийся религиозными формальностями.
Вступавшие в брак, предшествуемые несением воды и огня, отправлялись к какому-нибудь священному месту, куда являлись flamen Dialis (жрец Юпитера), pontifex maximus (глава коллегии понтифов) и 10 свидетелей. В их присутствии они садились на шкуру животного, служившего жертвой богам при отправлении в путь и испрашивании ауспиций на заключение брака, соединяли правые руки и произносили торжественные слова, из которых нам известна лишь фраза невесты: «Ubi tu es Gajus, ibi ego sum Gaja».
Церемония заключалась жертвой Юпитеру, состоявшей из хлебных зерен, хлеба, лепешек или муки, смешанной с солью — вообще продукта, приготовленного из муки (far), которую римляне знали в древнейший период своей жизни. Отсюда и название всего обряда, являющегося воспоминанием об очень раннем времени их быта. Отдельные черты ритуала символизировали общение жизни новобрачных и высшее, сравнительно с другими формами заключения брака, положение женщины (mater familias — жена по преимуществу в браке конфарреационном). В раннем быту эти черты, по всей вероятности, имели иной смысл, но какой именно — об этом много спорят историки. Конфарреационный брак был вытеснен другими формами брака и сохранил свою обязательность лишь для представителей высших жреческих должностей. Для получения званий flaminis majoris regis sacrorum и весталки нужно было быть рожденным в этом браке.